# Niki Marvin
Niki Marvin (1951) es una productora de cine de cine y televisión estadounidense, activa desde mediados de la década de 1980. En 1994 obtuvo una nominación al Óscar en la categoría de mejor película por su trabajo en The Shawshank Redemption.

## Carrera
Marvin inició su carrera en el cine a mediados de la década de 1980. Su primer crédito cinematográfico reconocido ocurrió en 1987 cuando se asoció en la producción del filme de terror A Nightmare on Elm Street 3: Dream Warriors. Inició la década de 1990 produciendo el telefilme de terror de Frank Darabont Buried Alive y un año después produjo un nuevo proyecto del género, el telefilme Strays. Obtuvo reconocimiento internacional como productora del largometraje de Darabont The Shawshank Redemption, trabajo que le valió una nominación al Óscar en la categoría de mejor película.
En 1997 trabajó en la secuela de Buried Alive y en las décadas posteriores realizó esporádicas apariciones en proyectos cinematográficos.

## Filmografía

### Cine y televisión
- A Nightmare on Elm Street 3: Dream Warriors (1987) (productora asociada)
- Buried Alive (1990/II) (productora)
- Midnight Cabaret (1990) (productora)
- Strays (1991) (productora)
- The Shawshank Redemption (1994) (productora)
- Buried Alive II (1997) (productora ejecutiva)
- Hope Springs Eternal: A Look Back at 'The Shawshank Redemption' (2004)
- Shawshank: The Redeeming Feature (2001)

## Premios y distinciones
Premios Óscar
| Año  | Categoría      | Película                 | Resultado |
| ---- | -------------- | ------------------------ | --------- |
| 1995 | Mejor Película | The Shawshank Redemption | Nominado  |